# Squamish-Lillooet Regional District
Der Squamish-Lillooet Regional District ist ein Bezirk in der kanadischen Provinz British Columbia. Er ist 16.311,62 km² groß und zählt 42.665 Einwohner (2016). Beim Zensus 2011 wurden nur 38.171 Einwohner ermittelt. Hauptort ist Pemberton.

## Administrative Gliederung

### Städte und Gemeinden
| Ort       | Status                | Bevölkerung |
| Lillooet  | District municipality | 2.275       |
| Pemberton | Village               | 2.574       |
| Squamish  | District municipality | 19.512      |
| Whistler  | District municipality | 11.854      |

### Gemeindefreie Gebiete
- Squamish-Lillooet A
- Squamish-Lillooet C
- Squamish-Lillooet D
- Squamish-Lillooet E